# Медеткенд
Медеткенд (азерб. Mədədkənd) — село у Ходжалинському районі Азербайджану. Село розташоване на південний схід від Степанакерта, поруч з селами Мошхмгат, Аветараноц, Джрахацнер та Акнахбюр.
Колишня, давня, вірменська  назва  села Мадаташен (вірм. Մադաթաշեն). 
9 листопада 2020 року в ході Другої Карабаської війни було визволене Збройними силами Азербайджану.

## Пам'ятки
У селі розташовані церква Сурб Аствацацін (Святої Богородиці) 19 століття, кладовище 18-19 ст., млин 19 ст., міст 17 століття та джерело 17 ст.